# Achille Granchi-Taylor
Achille Granchi-Taylor, né le 10 juillet 1857 à Lyon et mort le 17 août 1921 à Asnières-sur-Seine, est un peintre et un illustrateur français.

## Biographie
Le père d'Achille Granchi-Taylor est un immigré italien, voyageur de commerce et sa mère une Anglaise, Anne-Marie Taylor, d'où son nom composé associant les noms de ses deux parents. Achille Granchi-Taylor passe sa jeunesse à Paris où il commence une carrière d'agent de change, profession qu'il abandonne très vite pour se consacrer totalement à la peinture et connaît tôt, dans l'atelier de Fernand Cormon, des peintres comme Henri de Toulouse-Lautrec, Émile Bernard, Paul Gauguin dont il devient l'ami et qu'il rejoint à Pont-Aven entre 1886 et 1888. Il est hébergé à la pension Gloanec, et côtoie aussi Émile Bernard et Ferdinand du Puigaudeau avant de s'installer à Concarneau dans une maison de bois sur la digue. Il se fait remarquer dans la région car il peint vêtu d’une redingote, des sabots de bois aux pieds et il porte un chapeau haut-de-forme de Yokohama. Il se marie avec une de ses cousines, mais après avoir vécu une trentaine d'années à Concarneau, jusqu'à la Première Guerre mondiale, il s'installe finalement à Asnières car il supporte mal le climat breton.
Les peintures d'Achille Granchi-Taylor sont empreintes de mélancolie. Sombre coloriste, il décrit sobrement la misère qui touche les ports de l’époque, peignant des scènes comme le retour des pêcheurs au port, les femmes qui attendent sur les quais, etc., magnifiant les travailleurs de la mer, marquant sa préférence pour des scènes graves, voire tristes, montrant la résignation des gestes, la sobriété des attitudes. En 1905, il dessine l'affiche de La Fête des Filets Bleus créée cette année-là à Concarneau pour aider les pêcheurs victimes de la crise de la sardine. Sa peinture, tout en sobriété, a des accents de vérité qui ont aujourd'hui valeur de témoignage, la crise sardinière étant un de ses sujets favoris.
Yvon Le Floc'h écrit : « Alors que nombre de ses amis peintres racontaient une Bretagne épanouie dans ses costumes et son folklore, Achille Granchi-Taylor s'est attaché à en peindre le vrai visage par une technique qui lui est spécifique, l'utilisation du fusain rehaussé d'un jus de peinture à l'huile allongé d'essence de térébenthine. Le résultat est remarquable, les cirés protecteurs des pêcheurs enduits d'huile de lin sont criants de vérité ». Il peint avec une technique particulière, proche de celle de Charles Cottet : une peinture très diluée sur un fond où l’on peut encore apercevoir les traits de fusain dessinant les contours de la composition.

## Œuvres

### Œuvres dans les collections publiques
- Gars de la côte, Concarneau, vers 1888, huile sur toile, collection de la ville de Lorient.
- Mousses mouillant le grappin, 1893, musée du Vieux Château de Laval.
- Marins paysans sardiniers, 1899, musée des Jacobins à Morlaix[8].
- Chômage, Salon des artistes français de 1891, musée des Beaux-Arts de Quimper.
- L'Attente des pêcheurs, 54 × 65 cm, musée des Beaux-Arts de Brest[9].
- Pêcheur de raies, vers 1880, panneau décoratif pour le Château de Trévarez, mairie de Concarneau[10].
- Sardiniers hissant le filet, vers 1901, musée des Beaux-Arts de Nantes.
- Les Porteuses de thon, avant 1908, musée des Beaux-Arts de Marseille.
- Étude de marin-pêcheur breton (vers 1911), musée des Beaux-Arts de Rennes.
- Gourlaouen, pêcheur de Pont-Aven (vers 1911), musée des Beaux-Arts de Rennes.

### Illustrations
- René Bazin, Madame Cornentine, 1905[11].
- Victor Hugo, Les travailleurs de la mer[12].
- Œuvres de Théodore Botrel.
- Illustrations pour la presse, notamment pour la revue Mame.

## Salons
- Salon des artistes français :
  - 1888 : Marâtre ;
  - 1889 : Dur à fendre ;
  - 1892 : Tannée des voiles et des filets à Concarneau.

Œuvres d'Achille Granchi-Taylor
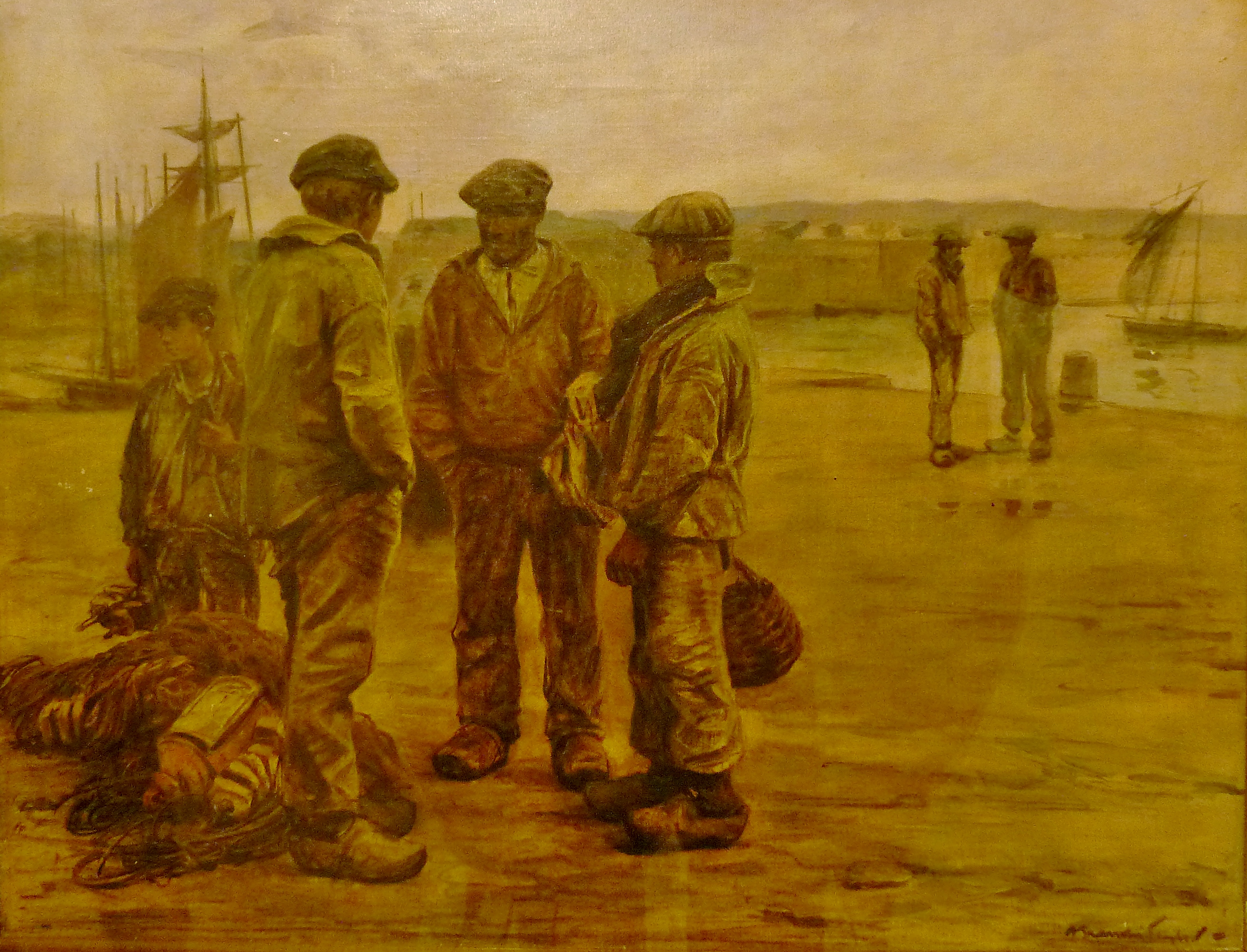
Gars de la côte, Concarneau (vers 1888), collection de la ville de Lorient.
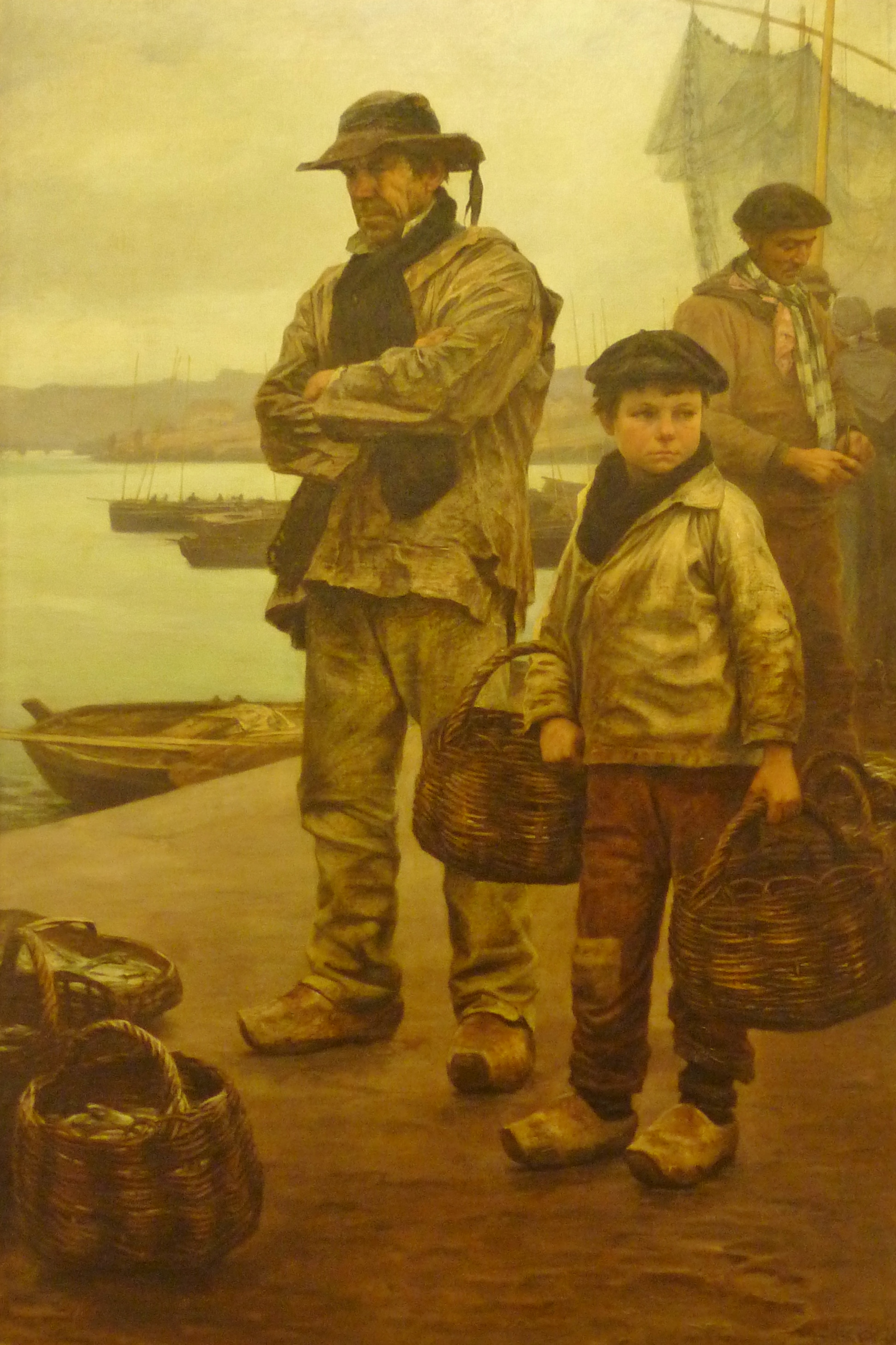
Marins paysans sardiniers (1899), musée des beaux-arts de Morlaix.
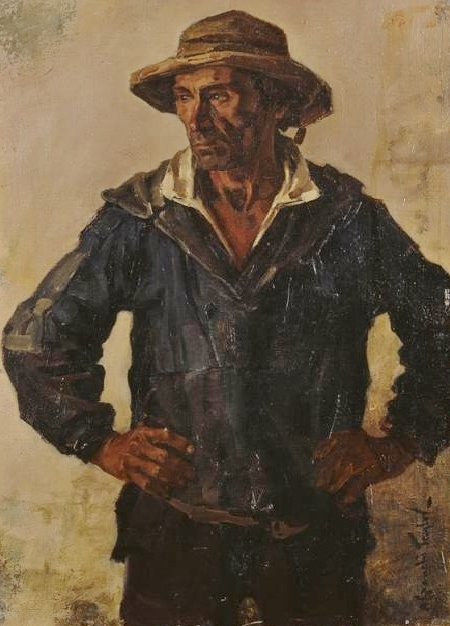
Gourlaouen, pêcheur de Pont-Aven (vers 1911), musée des beaux-arts de Rennes.
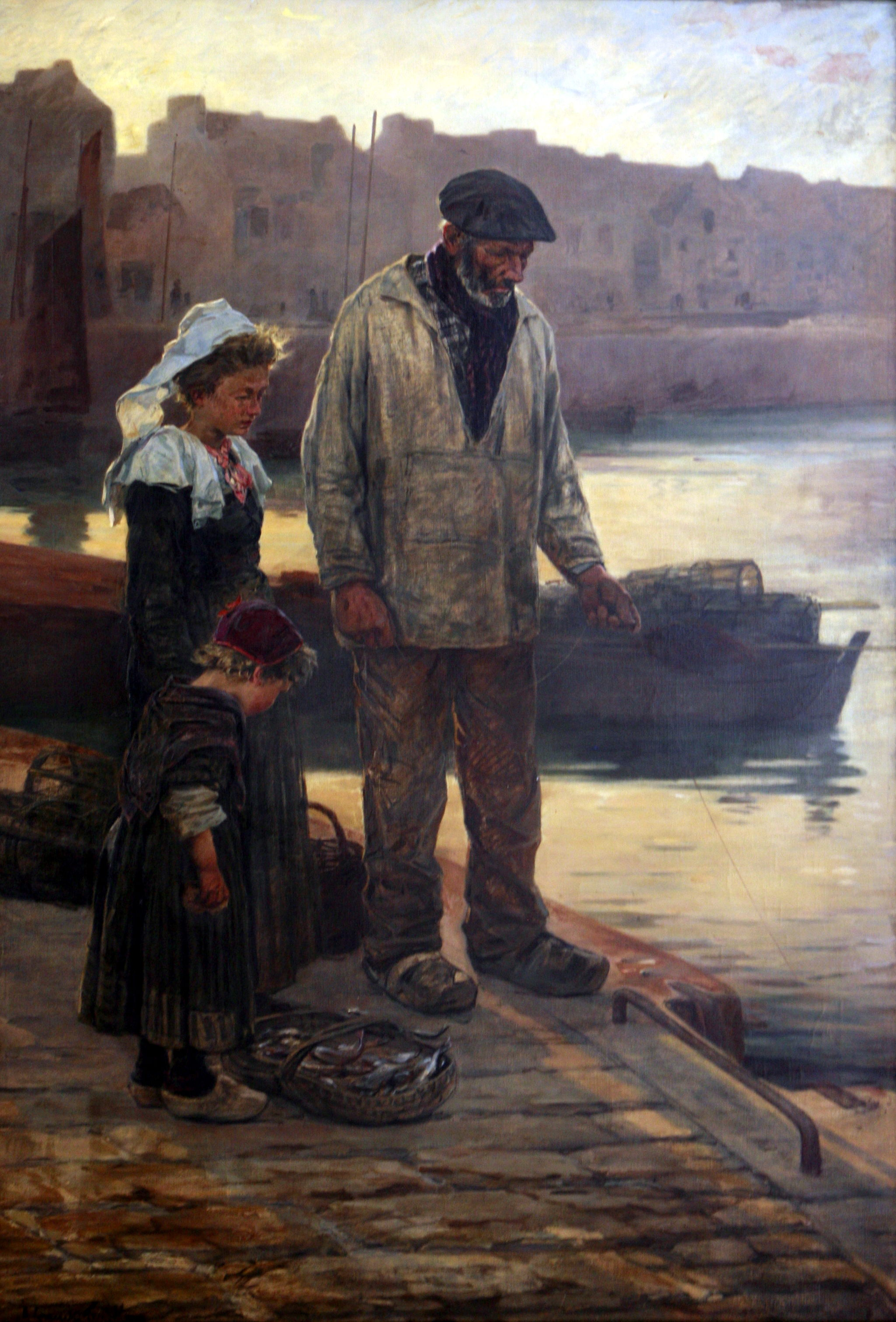
Pauvre pêcheur de Concarneau, musée des beaux-arts de Brest.
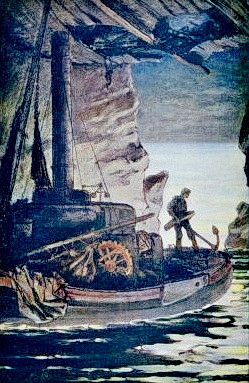
Illustration pour Les travailleurs de la mer de Victor Hugo.
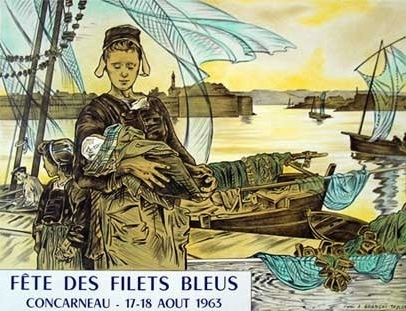
La Fête des Filets bleus (1963) d'après l'affiche de 1905.